# 瀧川清一
瀧川清一（たきがわせいいち、1900年（明治33年）3月28日 - 没年不明）は、日本の実業家、教育者。

## 人物
1900年、兵庫県神戸市兵庫区生まれ。瀧川儀作の長男。須磨浦小学校卒業、兵庫県立第二神戸中学校卒業、神戸高等商業学校卒業。日本綿花入社。青島燐寸社長をつとめる。
1935年12月28日には、帰国してから銀国有令実施後の中国においての金融情勢について述べた内容が神戸又新日報に掲載された。
1956年4月、学校法人瀧川学園理事長に就任し、1966年6月までつとめる。住所は神戸市兵庫区水木通2丁目。

## 家族・親族
瀧川家
- 父・儀作[6]（1874年 - 1963年、東洋燐寸社長、貴族院議員）
- 妻・寿江（1903年 - ?、兵庫、八馬兼介の妹）[2]
- 長男（妻は阿部孝次郎次女）
- 次男
- 長女（小菅弘正（四日市倉庫会長）夫人）

親戚
- 妻の兄・三代八馬兼介（貴族院議員、神戸銀行頭取、八馬汽船相談役）